# ماتیو هایبور
ماتیو هایبور (هلندی: Mathieu Heijboer؛ زادهٔ ۴ فوریهٔ ۱۹۸۲) دوچرخه‌سوار اهل هلند است.